# Falcón (arma)

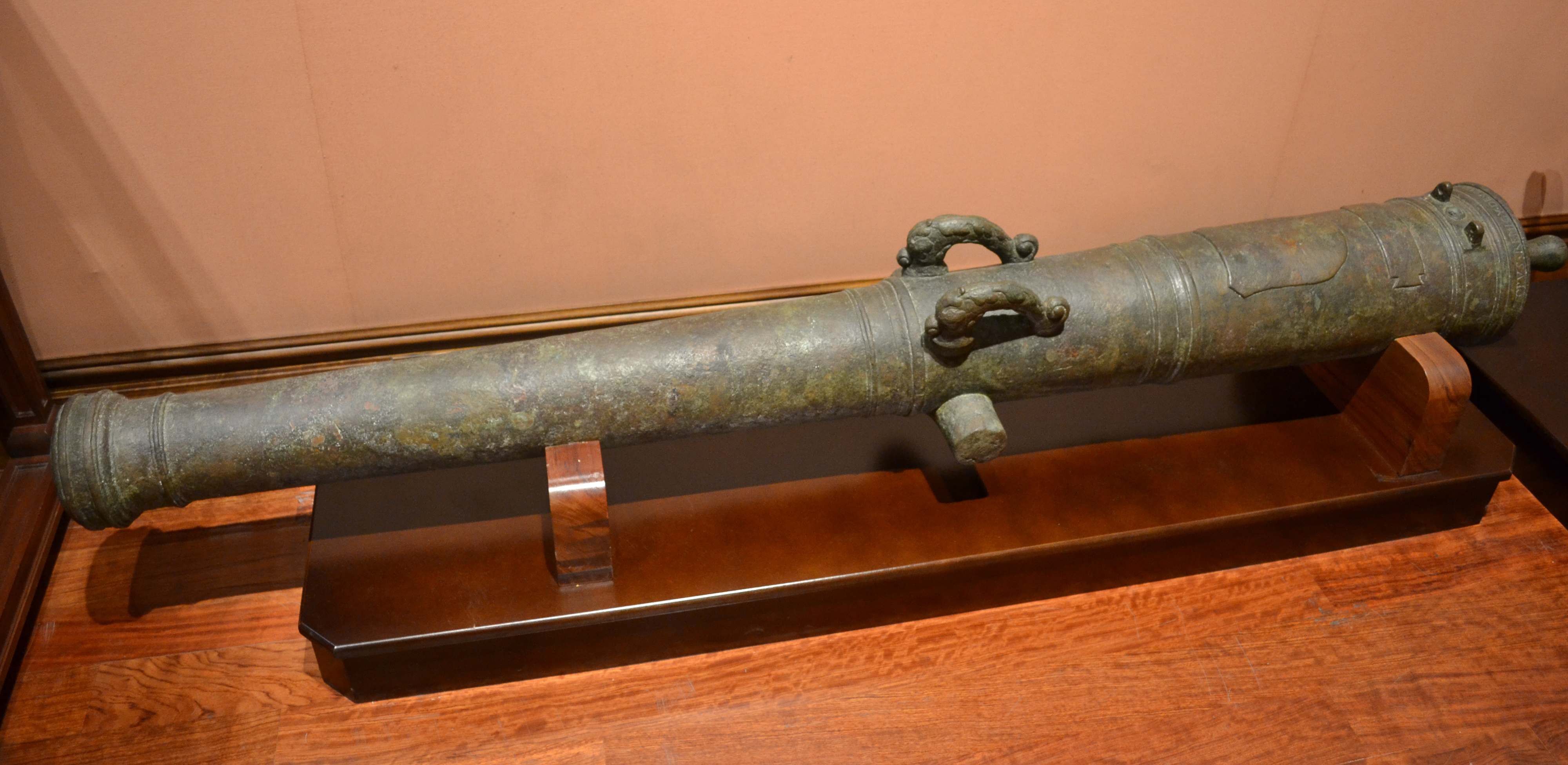
Falcón de bronce. Museo Naval de Madrid.

Se llama falcón a una pieza de artillería que estaba en uso en el siglo XVI. Tenía 3 metros de longitud (10 pies), su peso era de 1.058 kilos y la bala, 1,388 kilos. También se llamó alcón.
El falcón francés era igual en su forma al español pero su peso era tan solo de 368 kilos, el de la bala 920 gramos y su longitud de 2,1 metros (7 pies)